# Night Safari, Singapore

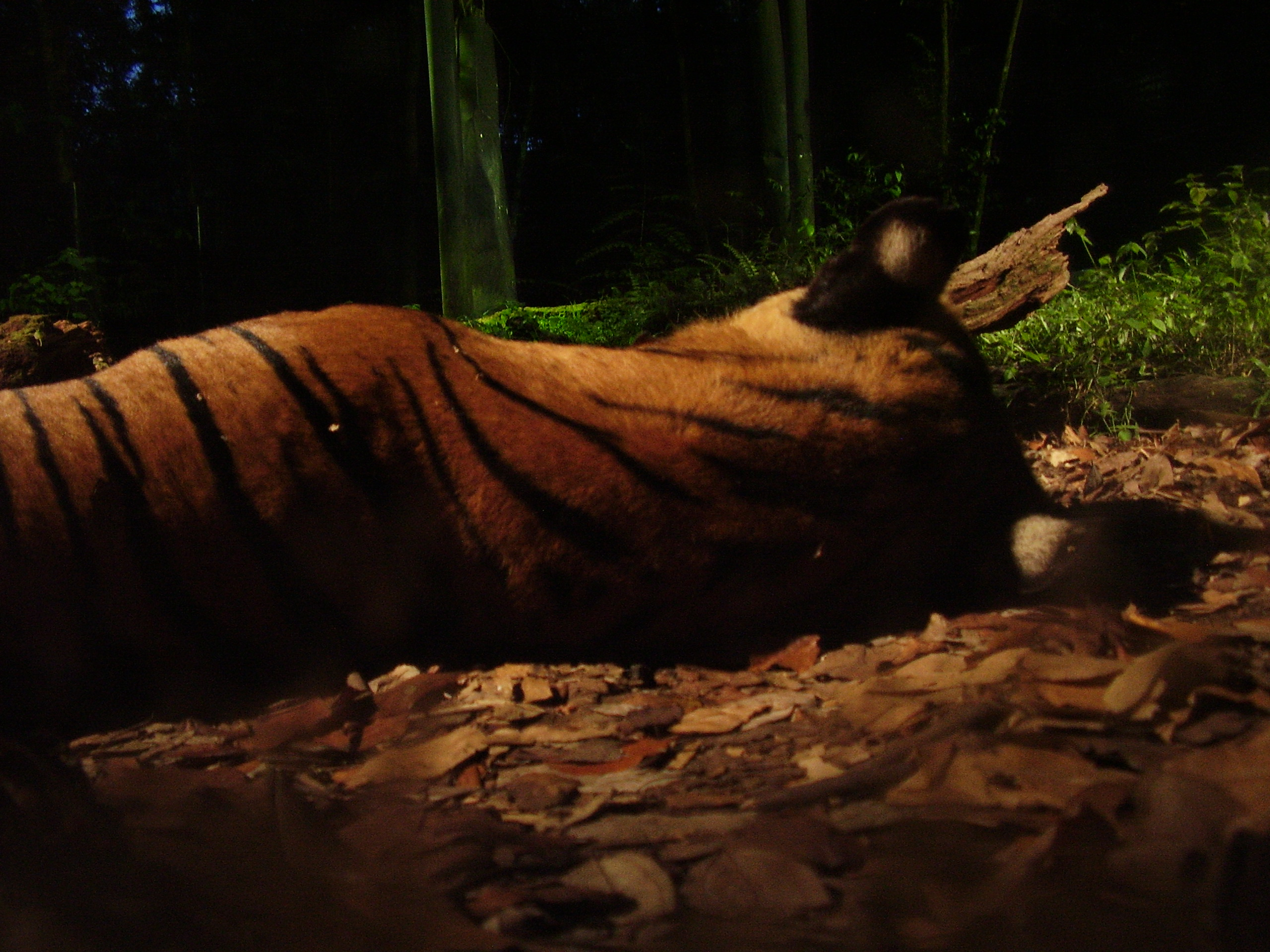
Một con hổ trong Vườn thú Đêm

Night Safari (chữ Hán giản thể: 夜间野生动物园, âm Hán Việt: Dạ gian dã sinh động vật viên) là vườn thú đêm đầu tiên của thế giới, là một trong những địa điểm thu hút du khách nổi tiếng ở Singapore.
Ý tưởng về một công viên đêm ở Singapore đã được chủ tịch của Sở thú Singapore bàn thảo vào thập niên 1980. Chi phí để xây vườn thú này là 63 triệu dollar Singapore, vườn thú đã được chính thức khai trương ngày 26 tháng 5 năm 1994 với diện tích 40 héc ta (0,4 km²) rừng mưa nhiệt đới thứ cấp ở gần Sở thú Singapore và Upper Seletar Reservoir.
Vườn thú Đêm hiện chứa tổng cộng 1.040 con vật thuộc 120 loài, trong đó có 29% đang bị đe dọa. Vườn thú được điều hành bởi Hội Bảo tồn Hoang dã Singapore, và đón tiếp khoảng 1,1 triệu khách du lịch mỗi năm.Vườn thú đạt mốc 11 triệu khách du lịch vào ngày 29 tháng 5, năm 2007.
Night Safari là một điểm du lịch rừng vừa bảo vệ môi trường vừa kết hợp với thương mại một cách hiệu quả. Được khánh thành vào năm 1993, Night Safari rộng 40ha, với đàn thú 1.200 con, thuộc 110 loài, được nuôi sống trong điều kiện tự nhiên hoang dã.
Singapore đã tạo Night Safari thành một khu rừng tổng hợp mang đặc thù của nhiều khu rừng khác nhau trên thế giới, như vùng rừng ẩm ướt Đông Nam Á, Himalaya, châu Phi, vùng thung lũng Nepan, đồng hoang Nam Mỹ… Đặc biệt, khi tham quan Night Safri vào buổi tối, du khách còn được xem chương trình các sinh vật của bóng đêm trình diễn thật độc đáo.
Khi hoàng hôn buông xuống, một thế giới khác sẽ hồi sinh. Tại vườn thú đêm Night Safari, bạn có thể tận mắt trông thấy tê giác, nghe thấy tiếng hú của bầy linh cẩu hay ngắm nhìn những cô nàng hươu cao cổ lướt đi bình thản qua khu đất rộng lớn trong bầu không khí tĩnh mịch của màn đêm.
Đi dạo một mình dọc theo đường mòn đi bộ hay thư giãn trên xe điện – cho dù bạn chọn bất kỳ hình thức nào, Night Safari là một chuyến phiêu lưu hoang dã không thể bỏ qua.